# Антонио Лабриола
Антонио Лабриола (на италиански: Antonio Labriola) (2 юли 1843, Касино - 12 февруари 1904, Рим) - италиански философ, първият италиански марксист. Учи в Неаполитанския университет. Основният му труд е „Очерци по материалистическото разбиране на историята“ - в 4 тома - 1895 - 1898 г.